# Mina 9 de Octubre
Mina 9 de Octubre o Serranías del Zapla es una localidad argentina actualmente deshabitada ubicada en el Departamento Palpalá de la Provincia de Jujuy. Se encuentra en una zona serrana, a 10 km de la Ruta Provincial 56 y a 20 km de Palpalá, de la cual depende administrativamente.
El lugar era uno de los puntos de donde se extraía el mineral de hierro que luego se procesaba en los Altos Hornos de Zapla. El descubrimiento fue un tanto fortuito, por haber llamado la atención el color rojizo de la tierra a dos cazadores Wenceslao Gallardo y Angel Calderetti, quienes enviaron las muestra de tierra para su análisis. Para poder iniciar la producción se estableció en el lugar un complejo habitacional donde habitaban unas 600 personas, con los elementos para su desarrollo social y educativo. El nombre hace referencia a la fecha en la cual se creó Fabricaciones Militares, la empresa del Ejército que inició la explotación de hierro en la Argentina. La mina cerró en 1997 y tras algunos años las propiedades pasaron a manos del municipio de Palpalá. Una empresa tiene la concesión del lugar y ofrece excursiones al socavón de la mina y deportes de aventura en el entorno selvático del lugar.